# Timandra atropurpurea
Timandra atropurpurea là một loài bướm đêm trong họ Geometridae.